# Ghost of a Rose
Ghost of a Rose is het vierde studioalbum van Blackmore's Night.

## Nummers
1. "Way to Mandalay" - 6:24
2. "3 Black Crows" - 3:37
3. "Diamonds and Rust" - 4:50
4. "Cartouche" - 3:48
5. "Queen for a Day" (Part 1) - 3:05
6. "Queen for a Day" (Part 2) - 1:30
7. "Ivory Tower" - 4:21
8. "Nur eine Minute" - 1:03
9. "Ghost of a Rose" - 5:41
10. "Mr. Peagram's Morris and Sword" - 1:56
11. "Loreley" - 3:30
12. "Where Are We Going from Here" - 3:59
13. "Rainbow Blues" - 4:25
14. "All for One" - 5:30
15. "Dandelion Wine" - 5:39
16. "Mid Winter's Night" (akoestische liveversie, bonusnummer) - 4:44
17. "Way to Mandalay" (radioversie, bonusnummer) - 3:00